# Kong Ho-won
Kong Ho-won (kor. 공호원; * 4. September 1997) ist ein ehemaliger südkoreanischer Fußballspieler.

## Karriere
Kong Ho-won erlernte das Fußballspielen in der Universitätsmannschaft der Chung-Ang University in Südkorea. Seinen ersten Vertrag unterschrieb er 2019 bei Hougang United in Singapur. Der Verein spielte in der ersten Liga, der Singapore Premier League. Für Hougang United absolvierte er 21 Erstligaspiele und schoss dabei ein Tor. Nach der Saison wurde sein Vertrag nicht verlängert. Nachdem er Anfang 2020 vertrags- und vereinslos wurde, beendete er Ende März desselben Jahres seine Karriere.